# 2024년 2월 죽음
다음은 2024년 2월에 사망한 저명한 인물 목록이다.
- 2월 1일
  - 미국의 영화감독 마크 거스태프슨
  - 프랑스의 장거리달리기선수 미셸 재지
  - 일본의 레슬링인 아사히
  - 미국의 영화배우 칼 웨더스

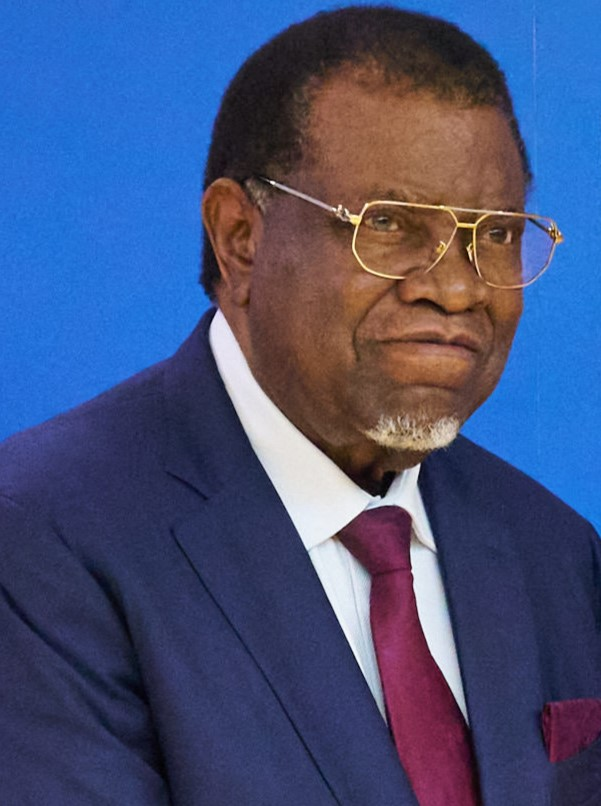
하게 게인고브

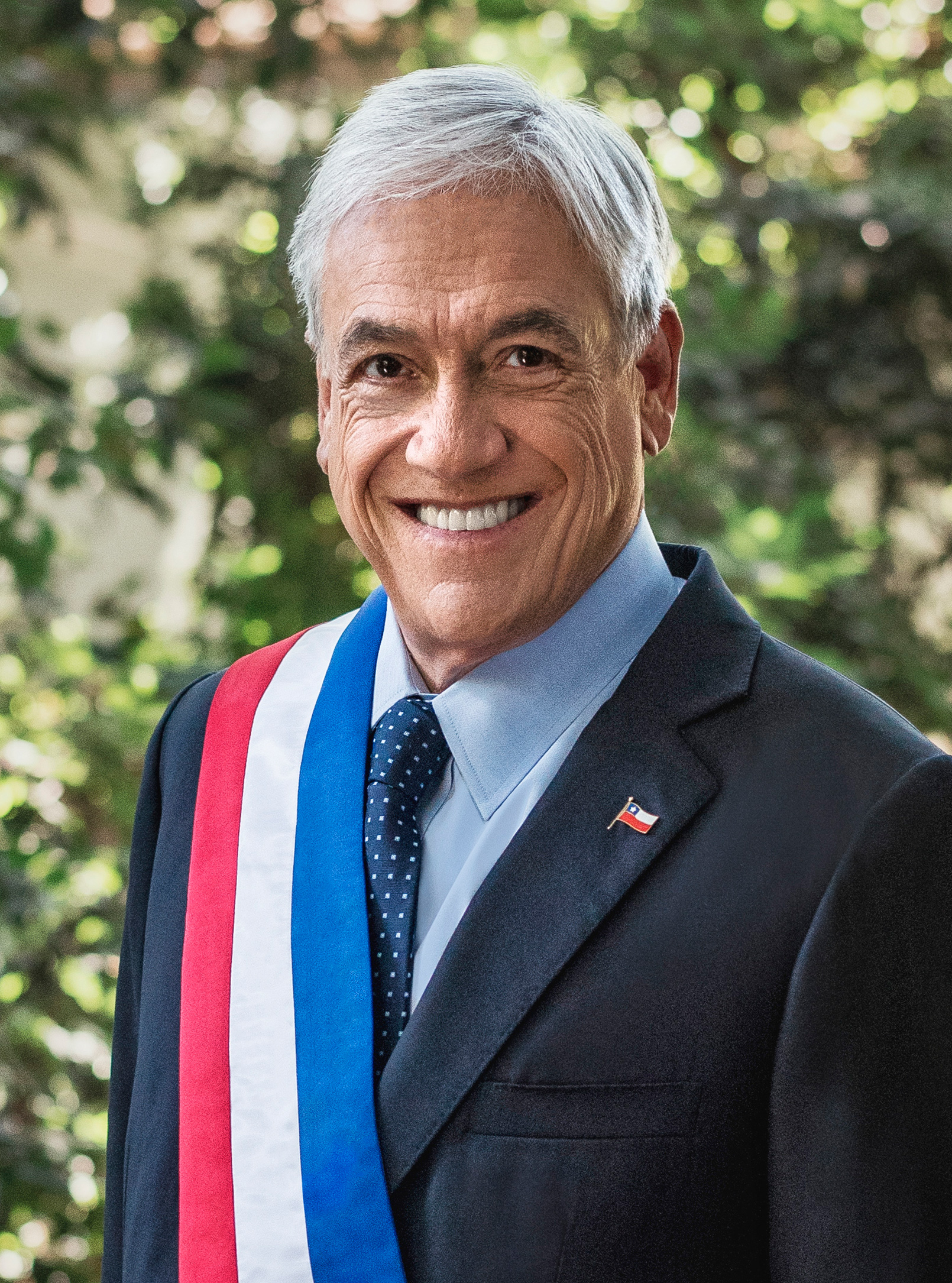
세바스티안 피녜라

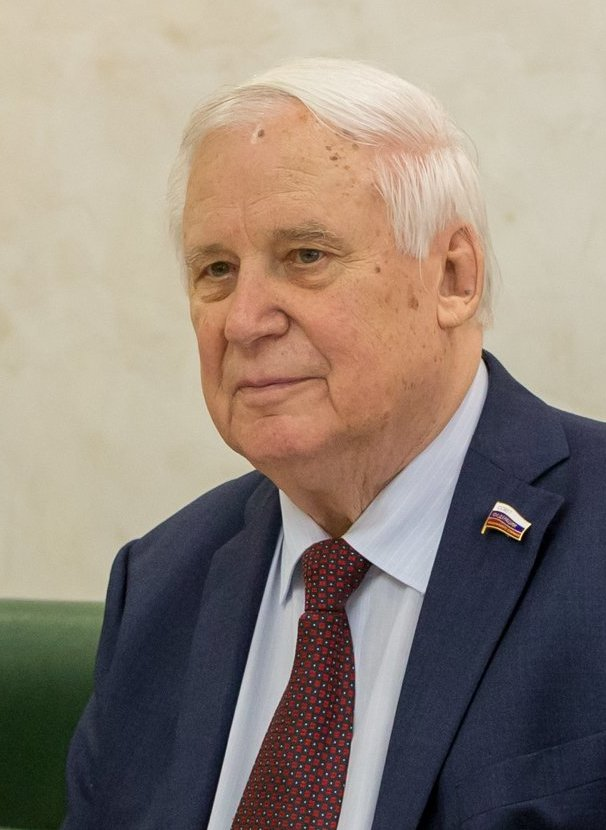
니콜라이 리시코프

브라이언 멀로니

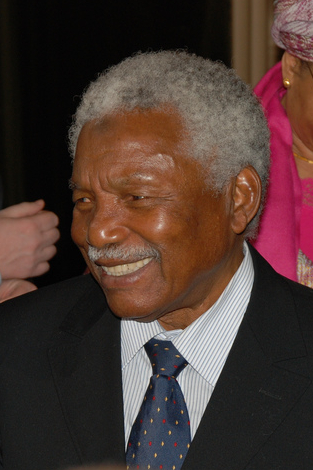
알리 하산 므위니

- 2월 2일 - 미국의 영화배우 돈 머레이
- 2월 3일 - 이탈리아의 왕위요구자 비토리오 에마누엘레 디 사보이아
- 2월 4일
  - 나미비아의 제3대 대통령 하게 게인고브
  - 중국의 작가 션룽
  - 일본의 서예가 아베 요코
  - 이탈리아의 축구인 자코모 로시
  - 스웨덴의 축구인 쿠르트 함린
- 2월 5일
  - 대한민국의 배우 김원배
  - 대한민국의 영화배우 남궁원
  - 미국의 싱어송라이터 토비 키스
  - 네덜란드의 제46대 총리 드리스 판 아흐트
  - 일본의 레슬링인 하나하라 쓰토무
- 2월 6일
  - 스페인의 축구인 미겔 앙헬 곤살레스 수아레스
  - 아일랜드의 정치인 존 브루턴
  - 대한민국의 교육인 서영배
  - 일본의 지휘자 오자와 세이지
  - 칠레의 제34·36대 대통령 세바스티안 피녜라
- 2월 9일 - 프랑스의 변호사 로베르 바댕테르
- 2월 10일 - 탄자니아의 정치인 에드워드 로와사
- 2월 11일
  - 독일의 의사 그레고르 웨닝
  - 미국의 화학자 앨런 J. 바드
  - 대한민국의 법조인 지익표
  - 대한민국의 정치인 최운지
  - 케냐의 마라톤선수 켈빈 킵툼
- 2월 12일
  - 일본의 기업인 야노 히로타케
  - 대한민국의 정치인 정영석
- 2월 13일
  - 캐나다의 유튜버 Twomad
  - 대한민국의 화학자 장세헌
- 2월 15일 - 미국의 포르노배우 캐그니 린 카터
- 2월 16일
  - 러시아의 정치인 알렉세이 나발니
  - 대한민국의 역사학자 박걸순
  - 대한민국의 시사평론가 최영일
- 2월 17일
  - 노르웨이의 사회학자 요한 갈퉁
  - 대한민국의 교수 이성진
  - 소련의 레슬링선수 레반 테디아슈빌리
- 2월 18일
  - 대한민국의 목사 김명혁
  - 미국의 생물학자 마이클 그룬스타인
  - 대한민국의 외교관 박정호
  - 대한민국의 정치인 좌승원
  - 미국의 영화배우 토니 가니오스
- 2월 20일
  - 대한민국의 가수 방실이
  - 독일의 축구인 안드레아스 브레메
  - 미국의 무용가 스티브 팩스턴
  - 일본의 영화배우 야마모토 요코
- 2월 21일
  - 미국의 생리학자 로제 기유맹
  - 대한민국의 법조인 김영일
  - 말레이시아의 정치인 압둘 타입 마흐무드
  - 영국의 영화배우 존 사비던트
  - 프랑스의 영화배우 미셸린 프레슬
- 2월 22일
  - 미국의 슈퍼센티네리언 에디스 체카렐리
  - 포르투갈의 축구인 아르투르 조르즈
- 2월 23일
  - 러시아의 변호사 뱌체슬라프 레베데프
  - 대한민국의 프로듀서 신사동호랭이
  - 대한민국의 정치인 윤정희
- 2월 24일
  - 대한민국의 사진가 권정호
  - 대한민국의 법조인 김상원
  - 북아일랜드의 축구선수 크리스 니컬
  - 캐나다의 영화배우 케네스 미첼
  - 대한민국의 체육인 안광열
- 2월 25일
  - 미국의 군인 애런 부슈널
  - 대한민국의 영화감독 유상곤
  - 중국의 음료업자 종칭허우
- 2월 26일
  - 대한민국의 정치인 곽정현
  - 잉글랜드의 은행가 제4대 로스차일드 남작 제이콥 로스차일드
- 2월 27일
  - 미국의 우주비행사 리처드 H. 트룰리
  - 대한민국의 화가 함섭
- 2월 28일
  - 대한민국의 제36대 보건복지부장관 김모임
  - 소련의 정치인 니콜라이 리시코프
  - 대한민국의 교육인 송수식
  - 대한민국의 성우 안종국
- 2월 29일
  - 캐나다의 제18대 총리 브라이언 멀로니
  - 탄자니아의 제2대 대통령 알리 하산 므위니
  - 대한민국의 기업인 채의숭
  - 이탈리아의 영화배우 타비아니 형제